# Vadim Bakatin
Vadim Bakatin (Kiseliovsk, Unión Soviética, 6 de noviembre de 1937-Moscú, Rusia, 31 de julio de 2022) fue un político y oficial de inteligencia soviético, último director de la KGB de la URSS.   

## Biografía
Habiendo sido disuelto el KGB el 17 de julio de 1991, se encargó a Bakatin la tarea de crear, sobre la base de los restos del KGB, un nuevo órgano sin poder represivo y con estos tres objetivos: Un Servicio Secreto independiente y central; Funciones de contraespionaje contra enemigos extranjeros; Un comité estatal (o Ministerio) para la defensa de las fronteras con mando unificado de las tropas de custodia de fronteras.  
El nombramiento le llegó a Vadim el 28 de julio de 1991. Había ejercido como ministro del Interior y se distinguió por haber tratado de acabar con la influencia opresora del PCUS. El 24 de septiembre de 1991, Vadim suprimió la Sección IV del KGB por el que se perseguían las actividades religiosas.  Mijaíl Gorbachov abrió las Iglesias en la URSS. Hasta ese momento, quien nombraba a los obispos era el KGB.
Tras el nombramiento de Bakatin, el Soviet Supremo decidió autodisolverse (29 de agosto de 1991), a la vez que Bakatin proseguía la depuración de la cúpula del KGB, destituyendo al vicepresidente y a otros altos cargos que habían formado parte del KGB. De hecho el último jefe del KGB fue Vladímir Kriuchkov, que acabó implicado en el golpe involucionista del 19 de agosto de 1991. Una parte de los archivos del KGB fueron abiertos al público en general el 13 de septiembre de 1992.
Cabe destacar que el KGB se disolvió cuando su jefe, el Coronel General Vladimir Kryuchkov utilizó recursos de este organismo para apoyar el intento de golpe contra el Presidente soviético Mijhaíl Gorbachov, en el mes de agosto del año 1991. El 23 de agosto de 1991 Kryuchkov fue arrestado, siendo nombrado Jefe del KGB Vadim Bakatin con el mandato expreso de disolverla. De esta manera se terminó la época del KGB y comenzaría una nueva época con otro servicio de inteligencia que fue el FSB, al cual llegó a dirigir, el que fuera hasta hace poco el presidente de Rusia, Vladímir Putin, quien perteneció desde muy joven al KGB.